# Nathanael Greene

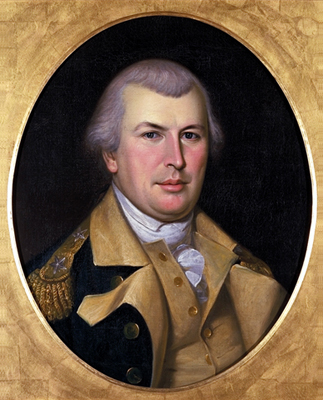
Nathanael Greene

Nathanael Greene (* 27. Julijul. / 7. August 1742greg. in Potowomut (Warwick, Colony of Rhode Island and Providence Plantations); † 19. Juni 1786 in Mulberry Grove bei Savannah, Georgia), war nach George Washington der bedeutendste amerikanische General während des Amerikanischen Unabhängigkeitskrieges.

## Leben
Nathanael Greene stammte aus einer Quäker-Familie und erwarb sich als Autodidakt eine gute Allgemeinbildung. Er arbeitete als Gehilfe seines Vaters auf einer Farm und in einer Schmiede. Aus der Gemeinschaft der Quäker wurde er wegen seiner Befürwortung des bewaffneten Kampfes gegen England ausgestoßen.
1770 wurde Greene in das Parlament von Rhode Island gewählt, erhielt nach Ausbruch der Amerikanischen Revolution im Mai 1775 das Kommando über die Truppen von Rhode Island und führte diese zur Kontinentalarmee vor Boston.
Greene, seit August 1776 Brigadegeneral, wurde von General George Washington mit der Verteidigung der Insel Long Island beauftragt. Kurz vor dem Angriff der Briten musste er wegen Erkrankung das Kommando abgeben, worauf die Insel von den Briten eingenommen wurde. Im September 1776 wurde er zum Generalmajor befördert, zeichnete sich in der Schlacht von Trenton am 26. Dezember 1776 sowie in der Schlacht von Princeton am 3. Januar 1777 aus, deckte in der Schlacht von Brandywine am 11. September 1777 und in der Schlacht von Germantown am 4. Oktober 1777 den Rückzug der Armee und wurde am 2. März 1778 Generalquartiermeister der amerikanischen Kontinentalarmee.
Nach der Niederlage des Generals Gates bei Camden 1780 wurde Greene das Kommando der Südarmee in South Carolina übergeben. Diese reorganisierte er gemeinsam mit Friedrich Wilhelm von Steuben. Er verlor zwar die Schlacht von Guilford Court House, die Schlacht von Hobkirk’s Hill und die Schlacht von Eutaw Springs, es gelang ihm aber dennoch, seine Armee zusammenzuhalten, die lokalen Guerilla-Milizen zu unterstützen und die Briten schließlich Ende 1781 zur Aufgabe des südlichen Binnenlandes und zum Rückzug auf die Küstenstädte zu zwingen.
Nathanael Greene verlor zwar jede einzelne seiner im Süden geführten Schlachten, gilt aber dennoch als einer der besten amerikanischen Generäle, da er im strategischen Sinne erfolgreich war und alleine durch die Präsenz seiner Armee sowie seine dauernden Angriffe die zahlenmäßig schwachen Briten im Süden bezwang. Greene zeigt, dass man nicht unbedingt Schlachten gewinnen muss, um Kriege zu gewinnen. Der US-Kongress schenkte Nathanael Greene zum Dank seiner Verdienste Land in South Carolina und Georgia.
Nach dem Friedensschluss am 3. September 1783 zog er sich nach Georgia auf seine mit Sklaven bewirtschaftete Plantage Mulberry Grove zurück.

## Ehrung
Nach Nathanael Greene wurden 18 Countys und mehrere Städte in den Vereinigten Staaten benannt (siehe Artikel Greene County und Greenville).
In Washington, D.C. wurde eine Reiterstatue errichtet (Henry K. Brown).